# Kutubdia
Kutubdia (bengalî কুতুবদিয়া) est une île et upazila du district de Cox's Bazar, division de Chittagong, au Bangladesh. L'île est situé dans la baie du Bengale, près de Chakaria. 
Elle compte 95 055 habitants (recensement : 1991) pour une superficie de 215,8 km2. 
Un poste de police a été installé à Kutubdia en 1917 mais l'île n'est devenu un upazila qu'en 1983. L'upazila compte 6 sous-divisions, 9 mauzas/mahallas et 29 villages. La seule ville sur l'île est Borogoph, mais la zone autour d’Ali Akbar Dale constitue le centre principal de peuplement. On retrouve sur l'île un phare construit par les Britanniques. On y produit du sel et du poisson salé appelé localement shutki.
Selon le recensement de 1991, la population s'élevait à 95 055 personnes, dont 51,66 % d'hommes et 41 755 des habitants avaient 18 ans ou plus. On compte 24,1 % de personnes sachant lire et écrire de plus de 7 ans contre une moyenne nationale de 32,4 %. Des milliers de visiteurs transitent quotidiennement sur l'île, en route vers d'autres îles ou pour raison professionnelle.
Une base sous-marine y sera construite par la marine bangladaise à la fin des années 2010.